# Sacramento Gold
I Sacramento Gold, dal 1975 al giugno 1978 Sacramento Spirits, sono stati una società di calcio statunitense, con sede a Sacramento, California.

## Storia
Gli Sacramento Spirits vennero fondati il 9 ottobre 1975 per militare nell'American Soccer League, che in quei anni si stava espandendo nella West Coast.
Dopo una pessima prima stagione, con il peggior rendimento di tutte le squadre della lega, nel torneo 1977 sotto la guida del nuovo allenatore Bob Ridley, la squadra raggiunse la finale per il titolo, persa contro i N.J. Americans.
Nel 1978 la squadra entrò in una profonda crisi finanziaria e dopo che il proprietario Charles Carlen non riuscì a trovare acquirenti, il club fu escluso dalla ASL nel giugno 1978 e sostituita da una nuova franchigia, di proprietà di John Andreotti, che ingaggiò la rosa degli Spirits, Ridley compreso, che ne prese il posto con il nome di Sacramento Gold.
I Gold, che nel frattempo avevano chiamato alla guida Bill Williams, si imposero come una delle più forti compagini della ASL, vincendo il torneo 1979, battendo in finale il Columbus Magic e giungendo al secondo posto nell'edizione 1980, perdendo la finale contro i Pennsylvania Stoners.
Nel 1979 i Gold realizzarono una delle più grosse operazioni di calciomercato tra la ASL e la North American Soccer League, con la cessione del sudafricano Neill Roberts agli Atlanta Chiefs per 25.000$.
Anche i Gold entrarono in crisi finanziaria, che li costrinse al ritiro anche dalla CONCACAF Champions' Cup 1980, e nel luglio 1980 la squadra fu esclusa dalla ASL. Poté tornare a competere in campionato grazie all'apporto di alcuni investitori locali che portarono nelle casse della società fondi sufficienti per terminare la stagione ma con il nome privo dell'aggettivo Gold, usando ufficiosamente l'aggettivo Spirit nei suoi ultimi mesi di esistenza. Il club terminò comunque le proprie attività al termine del campionato dopo aver raggiunto nel settembre 1980, come già scritto, la finale della ASL 1980.

## Allenatori
- 1976  Dick Ott[5]

 Bernard Hartze
- 1977-1978  Bob Ridley
- 1979-1980  Bill Williams